# التحليل القائم على نوع الجنس
التحليل القائم على نوع الجنس هو أحد أنواع التحليل الاقتصادي الاجتماعي الذي يوضح كيف تؤثر العلاقات بين الجنسين على مشكلة التنمية، وقد يكون المغزى هو فقط إيضاح أن العلاقات بين الأجناس من المحتمل أن تؤثر على الحل أو إيضاح أنها تؤثر على الحل وما ينبغي فعله.
كما توفر إطارات التحليل القائم على الجنس منهجية بسيطة لإدارة التحليل.

## المبادئ
تعاني المرأة من انتقاص حقوقها في العديد من المجتمعات النامية، بالطبع ليس كلها، وحتى وقت قريب كانت الدراسات التي تجرى في هذه المجتمعات من أجل تخطيط سبل التنمية تغطي السيدات بشكل فقير بالنسبة إلى السكان والصحة وتنظيم الأسرة، فكانت المعلومات المتوفرة عن الاهتمامات الأخرى محدودة نسبيا عند الحديث العنف الأسري أو المشاركة في الأنشطة الاقتصادية على سبيل المثال.
لذلك فإن التحليل القائم على نوع الجنس يوفر معلومات بشكل أشمل مما يؤدي إلى المنافع للمرأة والمجتمع ككل.
وقد ظهر منهج المرأة في التنمية (WID) في فترة السبعينات مناديا بـ «قضايا المرأة» في مشاريع التنمية، ومؤخرا كان منهج الجنس والتنمية (GAD) أكثر تحريا عن علاقات الأجناس وليس مراقبة قضايا المرأة بشكل منفصل.
وها هو مثال عن تجاهل التحليل القائم على الجنس والذي ظهر في مشروع أمد إحدى القرى بعربات اليد لاستخدامها في جمع الحطب، وقد أًعتقد أن الرجال سوف يستحدمون العربات لتجميع الحطب مما يتيح الفرصة للنساء لمزاولة أنشطة أخرى، ولكن الرجال جمعوا الحطب للمتجارة به واحتفظوا بالنقود لأنفسهم، ثم كان على النساء الرحيل لمسافات أبعد لإحضار الحطب بعد نفاذ الإمدادات بالجوار.
لقد تم استخدام التحليل القائم على توع الجنس كأداة لمشاريع التنمية والإغاثة في حالة الطوارئ، والأدوار التي يتم بناءها مجتمعيا يجب أن تفهم في ضوء تصميم المشروع أو البرنامج، وبالأخص الأدوار المتعلقة بالطبقة والطائفة والعرق والعمر.
كما إن الوسائل التقنية مهمة أيضا لفهم إدارة الموارد الطبيعية، والتحليل الجنساني له صلة بالتعليم، على الرغم من أن الأطر المستخدمة في مشاريع التنمية يجب تكييفها لتلبية احتياجات المشاريع التعليمية.

## الإطار

### إطار هارفارد التحليلي
تم إنشاء إطار هارفارد التحليل (والذي يعرف باسم إطار الأدوار الجنسية) عن طريق معهد هارفارد للتنمية الدولية بالتعاون مع مكتب المرأة في التنمية التابع للوكالة الأمريكية للتنمية الدولية USAID، والذي جرى وصفه للمرة الأولى عن طريق كاثرين أوفرهولت Catherine Overholt وآخرون، وكان هذا الإطار واحدا من أقدم الإطارات المشابهة.
وكانت نقطة البداية للإطار هي الافتراض القائل بأن من المنطقي اقتصاديا لمشاريع المعونة التنموية أن تخصص الموارد للنساء والرجال، الأمر الذي سيجعل التنمية أكثر كفاءة، وهي حالة تدعى «منهج الكفاءة».

### إطار موسر
أنشأت كارولين موسر إطار موسر للتحليل عللى أساس الجنس في الثمانينات عندما كانت تعمل في وحدة التخطيط التنموي في جامعة لندن، وبالإشتارك نع كارين ليفي فقد وسعت من هذا التحليل وجعلته منهجية للسياسة الجنسية والتخطيط.
ويتبع إطار موسر منهج الجنس والتنمية في التأكيد على أهمية العلاقات بين الجنسين، وكما في إطار هارفارد المعتمد على منهج المرأة والتنمية، فإن هذا الإطار يشمل مجموعة من الحقائق التجريبية الكمية، وبالإضافة إلى ذلك، فإنه يحقق في الألسباب والعمليات التي تؤدي إلى اتفاقيات الوصول والرقابة.
ويشمل إطار موسر تحديد أدوار الجنسين، وتقييم احتياجات الجنسين، وتصنيف السيطرة على الموارد واتخاذ القرارات داخل الأسرة، والتخطيط لتحقيق توازن الدور الثلاثي، والتمييز بين الأهداف المختلفة في التدخلات وإشراك النساء والمنظمات التي تراعي نوع الجنس في التخطيط.

### مصفوفة التحليل على أساس نوع الجنس
أنشأت راني باركر مصفوفة التحليل على أساس نوع الجنس (GAM) بالتعاون مع عدد من العاملين في مجال التنمية لتدعيم عملهم الأساسي لصالح المنظمات الشرق أوسطية غير الحكومية، والتشارك في التخطيط هو السمة الأساسية لهذا الإطا وهي مرنة لدرجة تجعلها تتناول المواقف التي يكون تجميع البيانات فيها عائق شديد.

### إطار تحليل الكثافة ومواطن الضعف
أنشئ إطار تحليل الكثافة ومواطن الضعف (CVA) عن طريق مشروع بحثي في جامعة هارفارد بالاشتراك مع بعض الكتاب الذين شاركوا في إطار هارفارد التحليلي، ويعتمد هذا الإطارعلى تحليل 30 دراسة حالة عن المنظمات غير الحكومية التي تستجيب لحالات الكوارث، وهو مصمم للمساعدة في تخطيط المعونة الطارئة لتلبية الاحتياجات العاجلة مع مراعاة احتياجات التنمية طويلة الأجل.

### إطار لونجوي لتمكين المرأة
أنشأت سارة لونجوي Sara Hlupekile Longwe إطار تمكين المرأة أو إطار لونجوي، وهي استشارية مقيمة في لوزاكا بدولة زامبيا متخصصة في قضاية الجنس والتنمية، ويساعد هذا الإطار المخططين على فهم المعنى العملي لتمكين المرأة والمساواة، ثم تقييم ما إذا كانت المبادرة التنمويية تدعم هذا التمكين.
والفرضية الأساسية هي أن تنمية المرأة يمكن أن ينظر إليها من حيث خمسة مستويات من المساواة: الرفاهية، وإمكانية الوصول، و«الوعي»، والمشاركة والسيطرة. والتمكين ضروري في كل مستوى من هذه المستويات، فالرفاهية تُعنى بالاحتياجات الأساسية، وإمكانية الوصول تعنى بالقدرة على الاستخدام الموارد كالرصيد والأرض والتعليم، أما «الوعي» فهو أحد العناصر الأساسية للإطار؛ فإدراك أن التمييز يخلق مشكلات تتعلق بنوع الجنس وقد تساهم المرأة بنفسها في هذا التمييز، وبمشاركتها فإن المرأة تصبح متساوية مع الرجل في اتخاذ القرار، ويكون السيطرة على موازين القوى متساوي بين الجنسين.

### منهج العلاقات الاجتماعية
يطبق منهج العلاقات الاجتماعية فلسفة نسوية اشتراكية للتحليل على أساس الجنس، وقد استخدم هذا المنهج من قبل مختلف الدوائر الحكومية والمنظمات غير الحكومية كإطار للتخطيط.
تم إنشاء هذا المنهج عن طريق نايلة كبير Naila Kabeer في جامعة ساسكس في المملكة المتحدة. ويركز هذا المنهج على التبادل بين النظام الأبوي والعلاقات الاجتماعية، وخلافا لإطار هارفارد ومصفوفة التحليل على أساس نوع الجنس، فإنه لا يركز على الأدوار والموارد والأنشطة، بل ينظر بدلا من ذلك في العلاقات بين الدولة والسوق والمجتمع والأسرة.
العلاقات بين النساء قد تكون وثيقة الصلة، مثل العلاقة بين الخادمة وسيدتها. ومن خلال مناقشة الفاعلين في هذه العملية، تقترح نائلة الكبير أن «التخطيط لتمكين المرأة من المرجح أن ينجح عندما ينظر إلى العملية على أنها مسؤولية أولئك الذين يتم التخطيط لهم، وأيضا عندما تساعد مجموعات العمل الاجتماعي والحركات الأهلية في قلب منطق عملية التخطيط رأسا على عقب...»